# Домпјер (Орн)
Домпјер (фр. Dompierre) насеље је и општина у северној Француској у региону Доња Нормандија, у департману Орн која припада префектури Аржантан.
По подацима из 2005. године у општини је живело 336 становника, а густина насељености је износила 40 становника/km². Општина се простире на површини од 8,56 km². Налази се на средњој надморској висини од 220 метара (максималној 257 m, а минималној 172 m).

## Демографија
| 1962. | 1968. | 1975. | 1982. | 1990. | 1999. | 2011. |
| ----- | ----- | ----- | ----- | ----- | ----- | ----- |
| 413   | 423   | 406   | 411   | 374   | 350   | 380   |

График промене броја становника у току последњих година